# Ostravar Арена

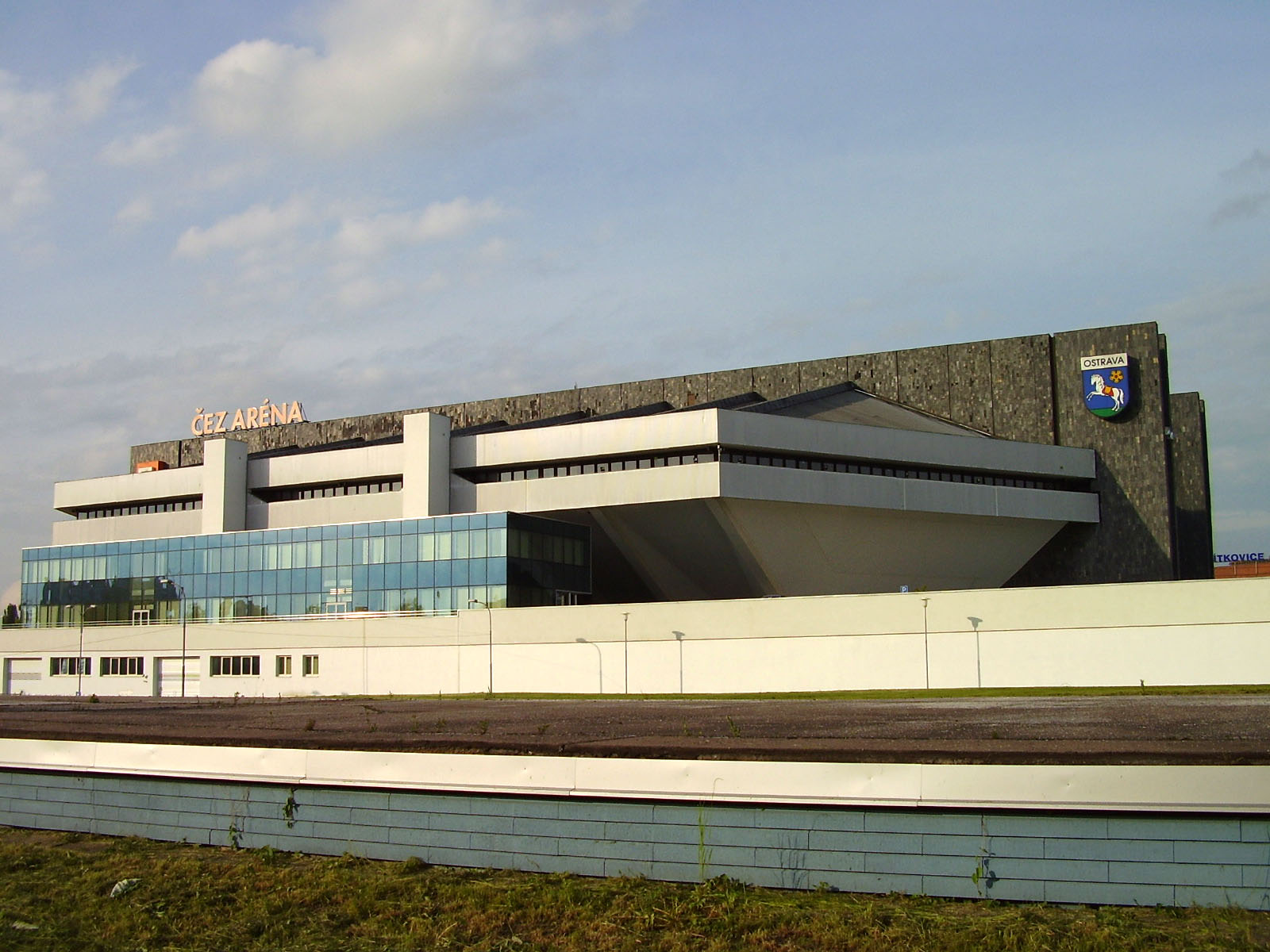
ČEZ Арена в мае 2006 года

Ostravar Арена (чеш. Ostravar Aréna) — многофункциональная арена в Остраве (Чехия).
Арена является домашней площадкой для клуба Чешской экстралиги «Витковице Стил».
В 1979 году в городе Острава было решено строить культурно-спортивный центр. Дворец культуры и спорта построили в 1986 году. В 2004 году перед проведением чемпионата мира по хоккею дворец спорта был полностью реконструирован за 690 миллионов крон и переименован в ČEZ Арену.
Владелец акционерное общество «Витковице Арена», их мажоритарный акционер город Острава. Комплекс включает в себя отель, многофункциональную арену и футбольный стадион.

## Крупнейшие спортивные мероприятия
- Чемпионат мира по волейболу среди женщин — со 2 по 13 сентября 1986 года
- Чемпионат мира по тяжёлой атлетике — с 6 по 13 сентября 1987 года
- Чемпионат мира по гандболу среди мужчин — с 28 февраля по 10 марта 1986 года
- Чемпионат мира по хоккею с шайбой среди молодёжных команд — с 26 декабря 1993 года по 4 января 1994 года
- Чемпионат Европы по волейболу среди мужчин — с 8 по 16 сентября 2001 года
- Чемпионат мира по фигурному катанию среди юниоров — с 24 февраля по 2 марта 2003 года
- Чемпионат мира по хоккею с шайбой — с 24 апреля по 9 мая 2004 года
- Чемпионат Европы по мини-футболу — с 14 февраля по 20 февраля 2005 года
- Чемпионат мира по флорболу среди мужчин — с 6 по 14 декабря 2008 года
- Чемпионат Европы по настольному теннису — с 11 по 19 сентября 2010 года
- Чемпионат мира по баскетболу среди женщин — с 23 сентября по 3 октября 2010 года
- Чемпионат мира по флорболу среди женщин — с 7 по 15 декабря 2013 года
- Чемпионат мира по хоккею с шайбой — с 1 по 17 мая 2015 года[1]
- Чемпионат Европы по фигурному катанию — с 24 по 30 января 2017 года
- Чемпионат мира по хоккею с шайбой среди молодёжных команд — с 26 декабря 2019 года по 5 января 2020 года